# Comuna Greblești, Strășeni
Comuna Greblești este o comună din raionul Strășeni, Republica Moldova. Este formată din satele Greblești (sat-reședință) și Mărtinești.

## Demografie
Conform datelor recensământului din 2014, comuna are o populație de 672 de locuitori. La recensământul din 2004 erau 755 de locuitori.

## Administrație și politică
Componența Consiliului local Greblești (9 consilieri), ales la 5 noiembrie 2023, este următoarea:
|  | Partid                           | Consilieri | Componență | Componență | Componență | Componență | Componență | Componență | Componență | Componență |
|  | -------------------------------- | ---------- | ---------- | ---------- | ---------- | ---------- | ---------- | ---------- | ---------- | ---------- |
|  | Partidul Acțiune și Solidaritate | 8          |            |            |            |            |            |            |            |            |
|  | Platforma Demnitate și Adevăr    | 1          |            |            |            |            |            |            |            |            |